# Рябенький, Игорь Аркадьевич
Игорь Аркадьевич Рябенький (6 июня 1960 года, Балхаш, Казахская ССР) — венчурный инвестор, основатель и генеральный партнер инвестиционной фирмы AltaIR Capital, бизнес-ангел.

## Биография
Игорь Рябенький родился 6 июня 1960 года в городе Балхаш, Карагандинской области Казахской ССР. Вырос в Белоруссии. В школе делал успехи в математике.
В 1982 году окончил Белорусский институт инженеров железнодорожного транспорта (БелИИЖТ). В институте увлекался иностранными языками, техникой, робототехникой. С 1986 по 1988 учился в магистратуре Московского горного института. В 2005 году получил степень Доктора делового администрирования (Doctor of Business Administration).

## Карьера

### Робототехника
После БелИИЖТ Игорь Рябенький был распределён в Вильнюс, откуда вскоре переехал в Мурманск, где работал инженером-конструктором в конструкторском бюро «Техника морских геологоразведочных работ». После повышения до ведущего конструктора разработал проект «Агрегата сбора железо-марганцевых конкреций со дна Мирового океана» — робота для сбора окатышей железосодержащих руд на глубине 5—10 км. Рябенький занимался архитектурой ПО, писал код, разрабатывал сценарии взаимодействия нескольких роботов. Параллельно продолжал изучать робототехнику в Горном институте.

### ELecs
В 1988 году переехал в Москву и начал работать в компании ELecs, которая занималась продажей ПК и рабочих станций для промышленного сектора, разработкой под IBM PC и PDP-11 и инвестициями в IT. Руководил открытием офиса в Мурманске и других регионах России, позднее — за рубежом: в Венгрии, Норвегии, Финляндии, Китае, Сингапуре и на Тайване. Под его руководством в Тайване были налажены сборка и поставка ПК и ноутбуков под брендом компании, импорт дискет и калькуляторов. Затем переехал в Вену, где разместился головной офис ELecs. В ELecs Рябенький достиг должности вице-президента.

### Unit
В 1993 году создал компанию Unit. Группа Unit помимо компьютеров занималась производством и поставкой под собственным брендом техники для кухни и офиса из Китая, ОАЭ, Таиланда и Индонезии, а затем крупной бытовой техники из Италии, Португалии и Испании.
В 1998 году Рябенький оставил пост главы Unit, чтобы запустить в США стартап UnitSpace. Компания разрабатывала инструменты электронного взаимодействия между госсектором и бизнесом. В 2005 году покинул UnitSpace.

### Инвестиции
В начале 1990-х начал заниматься инвестициями, в 2010 году стал профессиональным инвестором. 
- В 1990—1993 годах работал с командой Евгения Веселова, создателя текстового процессора «Лексикон» и основателя компании «Микроинформ» — третьего по счёту IT-бизнеса в СССР. По словам Рябенького, в рамках их сотрудничества он играл роль кэптивного венчурного фонда[5].
- В 1994 году вложил несколько десятков тысяч долларов в фирму Валерия Липкина «Бизнес компьютер центр» и до 2008 года занимал в ней пост председателя совета директоров. В 2009 году продал свою долю[6][5].
- В конце 1990-х годов инвестировал 200 тысяч долларов в австрийский стартап по разработке банковских карт для электронных платежей BGC Smartcard Systems. Вышел из капитала в момент продажи BGC компании Net1. За это время оценка проекта выросла с 4 млн до 200 млн долларов[9][8][5].
- В 1998—1999 годах стал совладельцем компании ParallelGraphics[5][8][9].

### AltaIR Capital
В 2005 году Игорь Рябенький учредил фирму AltaIR Capital и занялся технологическими стартапами. В 2010 году он вложил 600 тысяч долларов в проект Егора Руди «Ваш Репетитор» (будущий Profi.ru) и заплатил 200 тысяч долларов за 10 % в сервисе изучения иностранных языков LinguaLeo. В 2011—2012 годах он проинвестировал ещё 15 интернет-компаний.
В 2012 году Рябенький основал фонд AltaIR.VC объёмом около 20 млн долларов и средним чеком 100—200 тысяч долларов за 10—25 % в капитале компании. За 1,5 года фонд проинвестировал порядка 15 млн долларов в 45 проектов из России, Израиля и США. Параллельно Рябенький вложился ещё в 15 стартапов.
Летом 2014 года Рябенький запустил AltaIR Seed Fund на 100 млн долларов, который инвестировал в среднем 300—500 тысяч долларов и в 2014—2018 годах поддержал около 100 проектов.
В 2015 году Рябенький создал AltaClub — клуб бизнес-ангелов, которые могут присоединяться к инвестиционным раундам, в которых участвуют фонды группы AltaIR Capital. К 2020 году в клуб входило тысяча человек, в том числе 100 активных инвесторов.
В 2017 году Рябенький учредил фирму для инвестиций в блокчейн-проекты AltaIR Crypto Investment.
По 40 % инвестиций фондов Рябенького приходятся на США и Израиль, по 10 % — на Россию и остальной мир.
Деловыми изданиями отмечаются его инвестиции: в сервис для совместной работы Miro, сервис для расчета с удаленными сотрудниками Deel, сервис для найма IT-специалистов Turing, сервис автоматизации sales-служб PandaDoc, платформу для сообществ OpenWeb, стартап в области информационной безопасности Wallarm, сервис продажи автомобилей Carprice, маркетинговый стартап GetIntent, сервис видеонаблюдения Cherry Labs, фотоплатформу Gurushots, платформу для управления малым бизнесом Squire, сервис финансовых консультаций Albert.
В 2016 году CB Insight признал AltaIR Capital самым активным венчурным инвестором в штате Делавэр. В 2022 году Pitchbook включила AltaIR Capital в топ-10 самых активных венчурных капиталистов в Израиле по количеству сделок с начала 2017 года.

## Признание
В 2012 году Национальная ассоциация бизнес-ангелов России назвала Игоря Рябенького бизнес-ангелом года. В 2015 году это же звание присвоила ему газета The Moscow Times.. 

## Личная жизнь
Рябенький — космополит. Его хобби — фотография и путешествия.